# Tokio
Tokio (japanski: 東京, romanizirano: Tokyo), bivši Edo, službeno Tokijska metropola, glavni je i najveći grad Japana. Njegovo metropolitansko područje najnaseljenije je na svijetu, s procijenjenih 37,468 milijuna stanovnika 2018. godine. Njegovo gradsko područje najveće je po veličini i najnaseljenije, s površinom od 13 452 četvorna kilometra, a sam grad ima populaciju od 13,99 milijuna ljudi. Tokio je političko i gospodarsko središte zemlje, kao i sjedište japanskog cara i nacionalne vlade.
Izvorno ribarsko selo, nazvano Edo, grad je postao istaknuto političko središte 1603. godine, kada je postao sjedište šogunata Tokugawa. Do sredine 18. stoljeća Edo je bio jedan od najnaseljenijih gradova na svijetu s više od milijun ljudi. Nakon završetka šogunata 1868. godine carski glavni grad u Kyotu premješten je u grad koji je preimenovan u Tokio (doslovno "istočna prijestolnica"). Tokio je razoren Velikim potresom Kantoa 1923. i ponovno savezničkim bombardiranjem tijekom Drugog svjetskog rata. Počevši od 1950-ih, grad je doživio brzu rekonstrukciju i proširenje, predvodeći poslijeratni ekonomski oporavak Japana. 
Tokio je najveće urbano gospodarstvo na svijetu prema bruto domaćem proizvodu. Dio je industrijske regije koja uključuje gradove Yokohamu, Kawasaki i Chibu. Tokio je vodeće japansko središte poslovanja i financija. U 2019. bio je sjedište 36 tvrtki s popisa Fortune Global 500. Godine 2020. zauzeo je četvrto mjesto na Indeksu globalnih financijskih centara, iza New Yorka, Londona i Šangaja. Tokio ima najviši toranj na svijetu, Tokyo Skytree. Linija tokijskog metroa Ginza je najstarija podzemna linija metroa u istočnoj Aziji (1927.).
Grad je bio domaćin više međunarodnih događaja, uključujući Ljetne olimpijske igre i Paraolimpijske igre 1964., odgođene Ljetne olimpijske igre i Paraolimpijske igre 2020. (2021.) i tri samita G7 (1979., 1986. i 1993.). Tokio je međunarodno središte istraživanja i razvoja i predstavlja ga nekoliko velikih sveučilišta, posebice Sveučilište u Tokiju. Tokijski kolodvor središte je  japanskog sustava brzih vlakova Shinkansen, a grad opslužuje mreža željeznica i podzemnih željeznica. Stanica Shinjuku je i najprometnija željeznička stanica na svijetu. Značajne četvrti Tokija uključuju Chiyoda (mjesto zgrade nacionalne prehrane i Carske palače), Shinjuku (administrativno središte grada) i Shibuya (komercijalno, kulturno i poslovno središte).

## Zemljopisne odrednice
Leži u Tokijskom zaljevu, na srednjem dijelu istočne obale otoka Honshu, na ušću rijeke Sumida. Glavni dijelovi Tokija su Ginza, Shinjuku i Odaiba.

## Povijest
Tokio je u početku bio maleno ribarsko selo po imenu Edo.
Postao je glavni grad Japana u drugoj polovini 19. stoljeća tijekom revolucije Meiji i svrgavanja šogunata, nakon što se car preselio u Carsku palaču. Tada je i promijenjeno ime iz "Edo" u "Tokio". Prije toga, glavni grad Japana je bio Kyoto. Inače, riječ Tokio na japanskom znači "Istočna prijestolnica". 
Nakon katastrofalnog potresa 1923. u kojem je stradalo 700 000 kuća i poginulo oko 140 000 ljudi počela je gradnja modernog Tokija po američkom uzoru, s prostranim ulicama i neboderima. Tokio se dijeli na Donji (Shitamachi) i Gornji grad (Yamanote). Između tih dvaju dijelova nalazi se stara gradska jezgra. Nakon što su Amerikanci bombardirali Tokio u Drugom svjetskom ratu, pri čemu je poginulo oko 80 000 ljudi, grad je ponovo obnovljen.

## Stanovništvo
Porast stanovnika Tokija je veoma mali, što se vidi iz činjenice da je 2005. Tokio imao 35,2 milijuna stanovnika (uključujući i okolicu), a znanstvenici pretpostavljaju, uzimajući u obzir porast stanovništva između 2005. i 2008., da će 2015. godine imati 35,5 milijuna, dok je npr. Lagos u Nigeriji 2005. godine imao 10,9 milijuna stanovnika, a pretpostavlja se da će 2015. godine imati 16,1 milijuna stanovnika.

## Obrazovanje
U Tokiju je jedno od najpoznatijih svjetskih sveučilišta Todai, čuveno po istraživačkim laboratorijima.
Sveučilište Takušoku osnovano je 1900.

## Sport
Tokio je bio domaćin Olimpijskih igara 1964. i  2020.

## Vanjske poveznice

### Ostali projekti
|  | Zajednički poslužitelj ima stranicu o temi Tokio |

### Službena stranica
- Službena stranica (engl.)